# Mellicta nigrathalia
Mellicta nigrathalia är en fjärilsart som beskrevs av William Grosart Johnstone 1944. Mellicta nigrathalia ingår i släktet Mellicta och familjen praktfjärilar. Inga underarter finns listade i Catalogue of Life.